# Chiesa dei Santi Vito e Modesto (Roma)

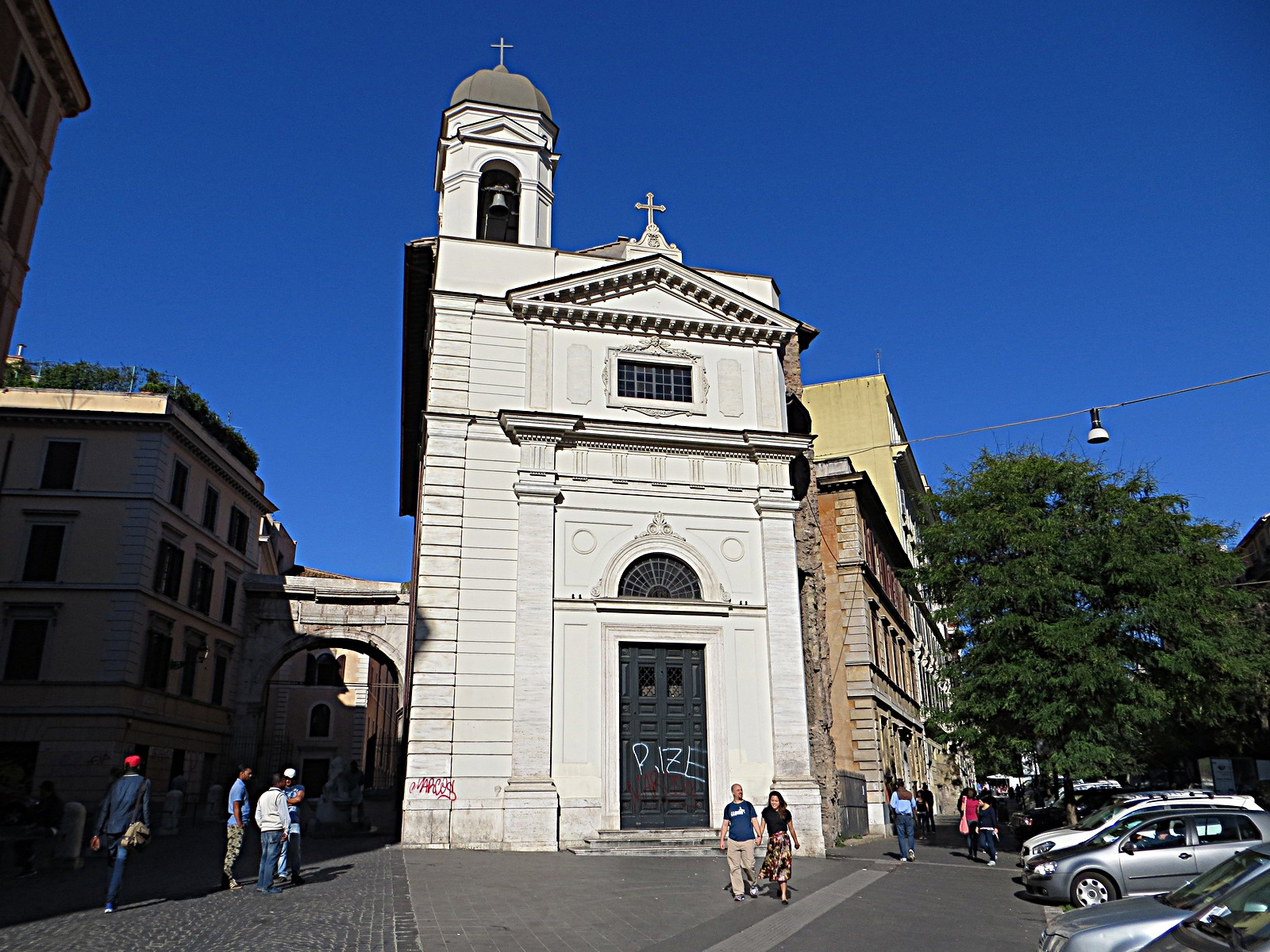
La facciata posteriore costruita nel 1900 su via Carlo Alberto

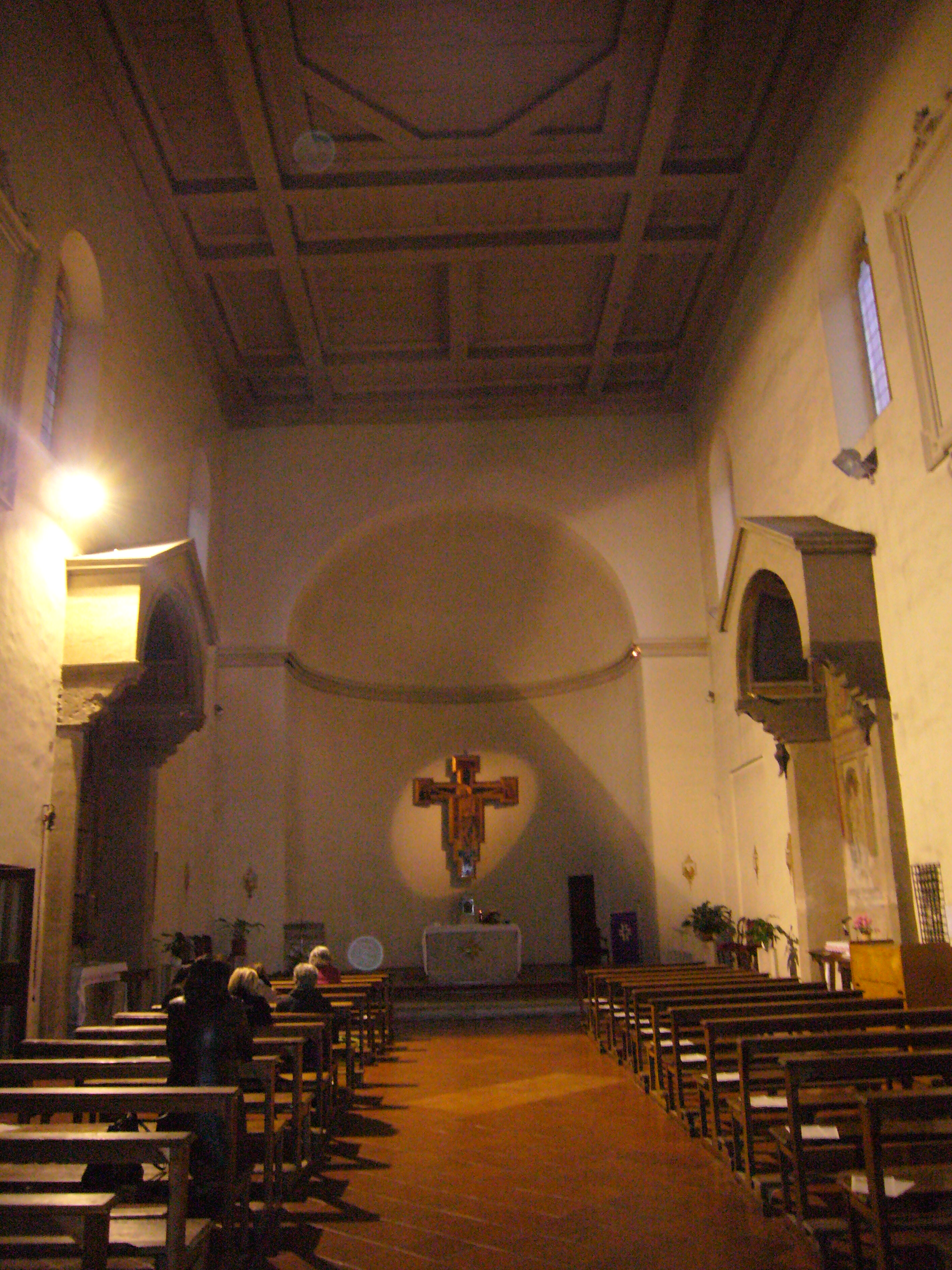
Interno

La chiesa dei Santi Vito e Modesto è un luogo di culto cattolico di Roma, nel rione Esquilino.

## Storia
Essa è collocata in prossimità dell'Arco di Gallieno, addossata alle antiche Mura serviane, e sorge sull'area un tempo occupata dal Macello di Livia, che più tardi si trasformò in luogo di martirio per molti cristiani.
La chiesa è menzionata per la prima volta, col titolo di diaconia, nella biografia di papa Leone III tra l'VIII ed il IX secolo. Nei secoli successivi essa cadde in rovina; fu perciò completamente ricostruita da Sisto IV nel 1477. Subì ulteriori restauri nel XVII e nella metà del XIX secolo a cura di Pietro Camporese il Giovane. All'inizio del XX secolo l'espansione del rione oltre le Mura serviane indusse il cardinale titolare Francesco di Paola Cassetta a commissionare all'architetto Alfredo Ricci un progetto di rifacimento, comprensivo del cambiamento dell'orientamento della chiesa tramite l'apertura di una nuova facciata su via Carlo Alberto. Queste modifiche furono eliminate nel corso dei restauri all'edificio eseguiti negli anni settanta, che riportarono la chiesa all'antica conformazione, con l'entrata principale in via di San Vito.
La chiesa è dedicata a Vito, martire cristiano molto venerato nel Medioevo, perché gli si attribuivano facoltà terapeutiche. Il suo culto era molto diffuso nell'area del Mediterraneo. La sua ricorrenza è il 15 giugno.
La chiesa è sede della "parrocchia di Santa Maria Maggiore in San Vito", eretta da Leone XII il 1º novembre 1824 con la bolla "Super universam", preposta alla cura pastorale della vicina Basilica Papale di Santa Maria Maggiore, come Ufficio parrocchiale.

## Il Monastero
A fianco della chiesa sorgeva il piccolo monastero di San Vito, fino al 1779 occupato dai padri Cistercensi, e successivamente dai Chierici Mariani fino all’invasione dello Stato Pontificio da parte delle truppe di Bonaparte (1798). Caduto in rovina, fu demolito alla fine del XIX secolo. Sull'area un tempo occupata dal convento insistono un'ala dell'edificio parrocchiale e un fabbricato residenziale. 
Nei pressi della chiesa, lungo via di San Vito, si trova l'oratorio di Santa Maria Immacolata della Concezione.

## Descrizione
La chiesa è a pianta rettangolare ad un'unica navata, con abside semicircolare e soffitto a cassettoni. Gli ultimi restauri hanno eliminato tutte le aggiunte ottocentesche.
Nella parete di destra si trovano: un cippo romano con iscrizione, che la tradizione cristiana ritiene il luogo ove molti cristiani, tra cui san Vito, subirono il martirio; ed una edicola rinascimentale con un affresco attribuito a Melozzo da Forlì, pictor papalis di Sisto IV, e ad Antoniazzo Romano: Madonna col Bambino e Santi.
All'ingresso, sempre sulla parete destra, una lapide ed uno stemma ricordano il card. Fabio degli Abati Olivieri (1658-1738), titolare della chiesa dal 1715 al 1738.
Un'analoga edicola si trova nella parete di sinistra, con un affresco del XIX secolo raffigurante la Madonna che offre il rosario ai santi Domenico e Caterina da Siena. Sempre sulla parte di sinistra è collocato il quadro raffigurante Maria Immacolata, commissionato dai Chierici Regolari, del 1781, dipinto da Franciszek Smuglewicz (1745-1807) e il monumento funebre in memoria del card. Carlo Visconti Borromeo (1523-1565), cardinale titolare della chiesa nel 1565.
Di notevole interesse storico-archeologico è la cripta della chiesa: gli scavi eseguiti nei primi anni settanta hanno permesso di meglio ridefinire la topografia dell'antica città di Roma relativamente a questa zona, e di ricostruire i primi secoli di vita dell'antica diaconia di san Vito.

## Titolari
- Santi Vito, Modesto e Crescenzia (diaconia)